# Алтикарасу
Алтикарасу́ (каз. Алтықарасу) — село у складі Темірського району Актюбінської області Казахстану. Адміністративний центр Алтикарасуського сільського округу.
Населення — 642 особи (2021; 879 у 2009, 1491 у 1999, 1739 у 1989).